# Fanjeaux
Fanjeaux (okcitansko Fanjaus) je naselje in občina v južnem francoskem departmaju Aude regije Languedoc-Roussillon. Leta 1999 je naselje imelo 770 prebivalcev.

## Geografija
Kraj leži v pokrajini Lauragais (Languedoc) 25 km zahodno od središča departmaja Carcassonna.

## Uprava
Fanjeaux je sedež istoimenskega kantona, v katerega so poleg njegove vključene še občine Bram, La Cassaigne, Cazalrenoux, Fonters-du-Razès, La Force, Gaja-la-Selve, Generville, Laurac, Orsans, Plavilla, Ribouisse, Saint-Gaudéric, Saint-Julien-de-Briola, Villasavary in Villesiscle s 6.192 prebivalci.
Kanton Fanjeaux je sestavni del okrožja Carcassonne.

## Zgodovina
Na ozemlju Fanjeauxa se je v 2. stoletju vrh hriba nahajal oppidum, kjer se je častil kult Jupitra, od tod tudi latinsko ime kraja Fanum Jovis.